# Manolo Da Rold
Manolo Da Rold (Belluno, 17 gennaio 1976) è un compositore, direttore di coro e organista italiano.

## Biografia
Dopo gli studi pianistici presso la sua città natale ha conseguito i titoli in organo e composizione organistica al Conservatorio di Castelfranco Veneto e in Musica Sacra presso il Conservatorio Santa Cecilia di Roma con il massimo dei voti e la lode; si è dedicato alla direzione corale e composizione studiando con prestigiosi nomi internazionali come Gary Graden, Stojan Kuret, Javier Busto, Giorgio Kirschner, Gianmartino Durighello, Amedeo Aroma, Lionel Rogg, Luigi Ferdinando Tagliavini, Maurizio Ciampi e molti altri. Ha studiato presso l'ISSR (Facoltà Teologica del Triveneto).
Ha al suo attivo numerose produzioni musicali soprattutto di musica barocca e contemporanea. Dirige dal 1998 la Corale Zumellese di Mel luogo in cui risiede attualmente. Alla guida della Corale Zumellese ha effettuato concerti e partecipato a festival internazionali in tutta Europa e in sud America, è risultato vincitore per due volte (41° e 47 edizione) del Concorso corale nazionale di Vittorio Veneto "Città della Vittoria", aggiudicandosi anche il premio speciale come miglior direttore e ambedue le volte il premio ASAC. Detentore del leone di vetro come vincitore del Gran Premio della Coralità Veneta nel 2014, Vincitore inoltre del Gran premio Marcacci di Teramo nel 2009 e dei concorsi della Valle d'Aosta (Gressan) 2003 e Biella 2004 del Concorso Nazionale Aerco video 2020. Ha ottenuto il terzo premio nella categoria a programma libero nel 2005 al Concorso Internazionale “Cesare Augusto Seghizzi” di Gorizia,
È direttore e fondatore nel 1999 del Coro di Voci Bianche “Roberto Goitre” di Mel con cui svolge un'intensa attività artistica.
Ha eseguito in prima assoluta opere di Ivo Antognini, Javier Busto, Piero Caraba, Sandro Filippi, Battista Pradal, Giorgio Susana, Andrea Basevi, numerosissime inoltre le prime esecuzioni italiane di musica corale contemporanea.
È direttore e fondatore nel 2013 del coro maschile “Melos” con cui esegue elaborazioni di autori contemporanei di canti popolari provenienti dalla tradizione arcaica.
È docente di Musica d'insieme vocale e repertorio corale,  Antropologia musicale ed Etnomusicologia al Conservatorio Girolamo Frescobaldi di Ferrara è stato docente presso il Conservatorio "E.R. Duni" di Matera è membro della commissione artistica dell'ASAC, viene spesso chiamato come docente a corsi di perfezionamento sulla tecnica di direzione e come specialista sul repertorio corale contemporaneo.
Membro dell'ACDA (USA) è stato invitato a parlare della sua musica negli Stati Uniti, paese in cui molte compagini corali eseguono i suoi lavori. È membro fondatore dell'ANDCI l'associazione italiana dei direttori di coro. Coordinatore artistico internazionale dei progetti corali presso ABF fondazione Andrea Bocelli.
Ha collaborato con l'Università IUSVE di Venezia e con l'Università degli Studi della Basilicata come esperto di didattica legata all'etnomusicologia.
Appassionato di etnomusicologia si è dedicato allo studio e alla catalogazione di melodie arcaiche provenienti dalla tradizione orale raccolte nell'area veneta e pubblicando saggi elaborazioni corali per vari organici prendendo spunto da questo materiale tematico.
Dal 1998 è direttore artistico della Rassegna internazionale di canto corale di Mel.

## Produzione musicale
La sua produzione verte maggiormente sulla musica corale, attualmente pubblica con Alliance Music Pubblications (USA),  Edition ICOT (JPN) Ut Orpheus, Sonitus Edizioni, Edizioni Musicali Europee, Feniarco e ASAC.
Ha ottenuto numerosi riconoscimenti a concorsi di composizione sia in Italia che all'estero.
Ha collaborato come compositore per molti anni con la storica rivista di musica corale e didattica "La Cartellina" e con numerose istituzioni musicali come la Società del Quartetto di Vicenza, Poesia in canto, Edizioni Corali, la CEI, Feniarco e ha scritto su commissione e dedicato partiture a numerosi cori tra cui il Coro Vesna di Mosca, Il Pilgrim mission choir di Seoul, il coro Magerit di Madrid, in coro Amuse Singers di New York il Coro Città di Roma, Coro La Rupe di Quincinetto Cantori di Santomio, il coro La Stele di Roverè Il coro Polifonico Monteverdi e molti altri.
In collaborazione con il compositore Sandro Filippi ha pubblicato ".. e nell'aria si sentiva” raccolta di elaborazioni di melodie popolari per coro virile a tre e quattro voci.
Ha pubblicato "Storie" volume di composizioni per coro di voci bianche a cappella e con accompagnamento pianistico.
Tra i suoi brani più eseguiti vi sono "Vi Adoro" per coro misto, Madrigale mille (vincitore del 4º Concorso Nazionale di composizione corale "Nella città dei Gremi" di Sassari) "Pater noster" (vincitore del concorso internazionale di composizione corale di Madrid) "Ave Maria" dedicata a Mauro Marchetti e al trentennale del Coro Città di Roma, O Bone Jesu e O Magnum Mysterium per coro virile,Madrigale del diniego, Ubi caritas per coro maschile, Regina Coeli per coro femminile, Angel fly per coro voci bianche
Numerose anche le sue opere didattiche tra cui si ricorda "il Ciclo dell'Acqua" per coro di bambini e pianoforte, 
tra le composizioni strumentali si ricordano "Alma Espagnola" per chitarra e Reckoner's trio per marimba, vibrafono e pianoforte; 10 piccoli studi per xilofono e pianoforte Numerose anche le trascrizioni orchestrali e per organo.
Ha collaborato con riviste specializzate con articoli musicali e analisi di partiture di musica contemporanea.